# 若井新一
若井 新一（わかい しんいち、1947年 -）は、新潟県南魚沼市出身の俳人。
神奈川大学卒業後、村上電報電話局勤務を経て28歳で実家の農家を継ぎ、その後30歳ごろに俳句をはじめた。「花守」主宰の目崎徳衛の手ほどきを受け、「狩」に入会、鷹羽狩行に師事。1997年、「早苗饗」50句で第43回角川俳句賞、2007年、句集『冠雪』で第8回宗左近俳句大賞、2014年、句集『雪形』で第54回俳人協会賞受賞。地元の風土に根ざした篤実な作風。

## 著書

### 句集
- 雪意（牧羊社 1989）
- 雪田（本阿弥書店 1996）
- 冠雪（角川書店 2006）
- 雪形（KADOKAWA 2014）
- 風雪（KADOKAWA 2021）

### その他
- クイズで楽しく俳句入門（飯塚書店 2012）